# ایگمتوو
ایگمتوو (انگلیسی: Igmetovo) یک شهرک در شهرستان ایلیشفسکی استان باشقیرستان کشور روسیه است.